# Amphoe Khwao Sinarin
Amphoe Khwao Sinarin (Thai: อำเภอ เขวาสินรินทร์) ist ein Landkreis (Amphoe – Verwaltungs-Distrikt) in der Provinz Surin. Die Provinz Surin liegt in der Nordostregion von Thailand, dem so genannten Isan.

## Geographie
Amphoe Khwao Sinarin grenzt an die folgenden Distrikte (von Norden im Uhrzeigersinn): an die Amphoe Chom Phra, Sikhoraphum und Mueang Surin. Alle Amphoe liegen in der Provinz Surin.

## Geschichte
Khwao Sinarin wurde am 15. Juli 1996 zunächst als „Zweigkreis“ (King Amphoe) eingerichtet, indem sein Gebiet vom Amphoe Mueang Surin separiert wurde.
Am 15. Mai 2007 hatte die thailändische Regierung beschlossen, alle 81 King Amphoe in den einfachen Amphoe-Status zu erheben, um die Verwaltung zu vereinheitlichen.
Mit der Veröffentlichung in der Royal Gazette „Issue 124 chapter 46“ vom 24. August 2007 trat dieser Beschluss offiziell in Kraft.

## Verwaltung

### Provinzverwaltung
Der Landkreis Khwao Sinarin ist in fünf Tambon („Unterbezirke“ oder „Gemeinden“) eingeteilt, die sich weiter in 55 Muban („Dörfer“) unterteilen.
| Nr. | Name          | Thai       | Muban | Einw.  |
| --- | ------------- | ---------- | ----- | ------ |
| 1.  | Khwao Sinarin | เขวาสินรินทร์ | 11    | 10.537 |
| 2.  | Bueng         | บึง         | 11    | 04.568 |
| 3.  | Ta Kuk        | ตากูก       | 10    | 07.114 |
| 4.  | Prasat Thong  | ปราสาททอง  | 13    | 06.606 |
| 5.  | Ban Rae       | บ้านแร่      | 10    | 06.364 |

### Lokalverwaltung
Es gibt eine Kommune mit „Kleinstadt“-Status (Thesaban Tambon) im Landkreis:
- Khwao Sinarin (Thai: เทศบาลตำบลเขวาสินรินทร์), bestehend aus dem gesamten Tambon Khwao Sinarin.

Außerdem gibt es vier „Tambon-Verwaltungsorganisationen“ (องค์การบริหารส่วนตำบล – Tambon Administrative Organizations, TAO):
- Bueng (Thai: องค์การบริหารส่วนตำบลบึง)
- Ta Kuk (Thai: องค์การบริหารส่วนตำบลตากูก)
- Prasat Thong (Thai: องค์การบริหารส่วนตำบลปราสาททอง)
- Ban Rae (Thai: องค์การบริหารส่วนตำบลบ้านแร่)